# Hemilampra
Hemilampra là một chi ruồi trong họ Syrphidae.